# Protesty v Bělorusku (2020–2021)

Bývalá běloruská vlajka a znak, nyní využívány různými opozičními skupinami.

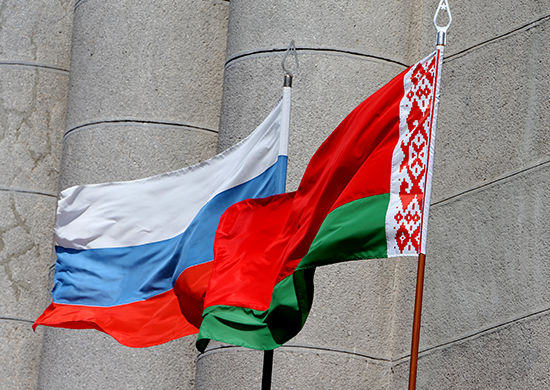
Bělorusko se snaží dobře vycházet se Západem, současně však prohlubuje vztahy s Ruskou federací.

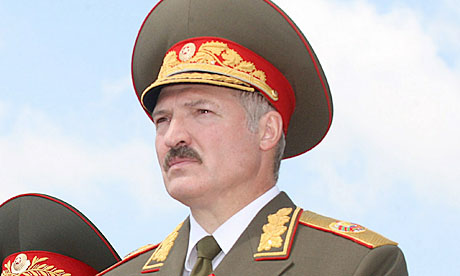
Alexandr Lukašenko

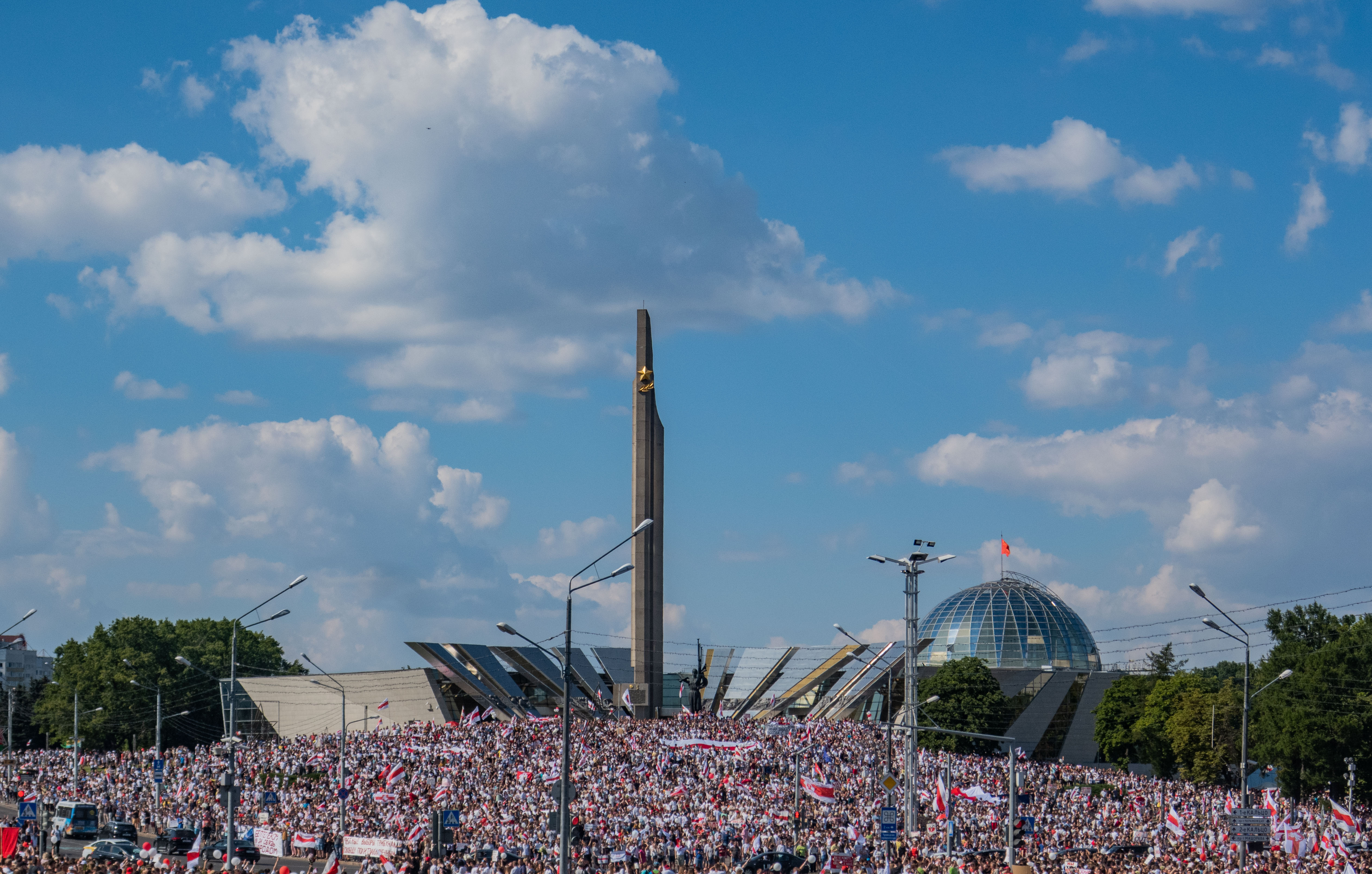
Minsk, 16. srpna 2020

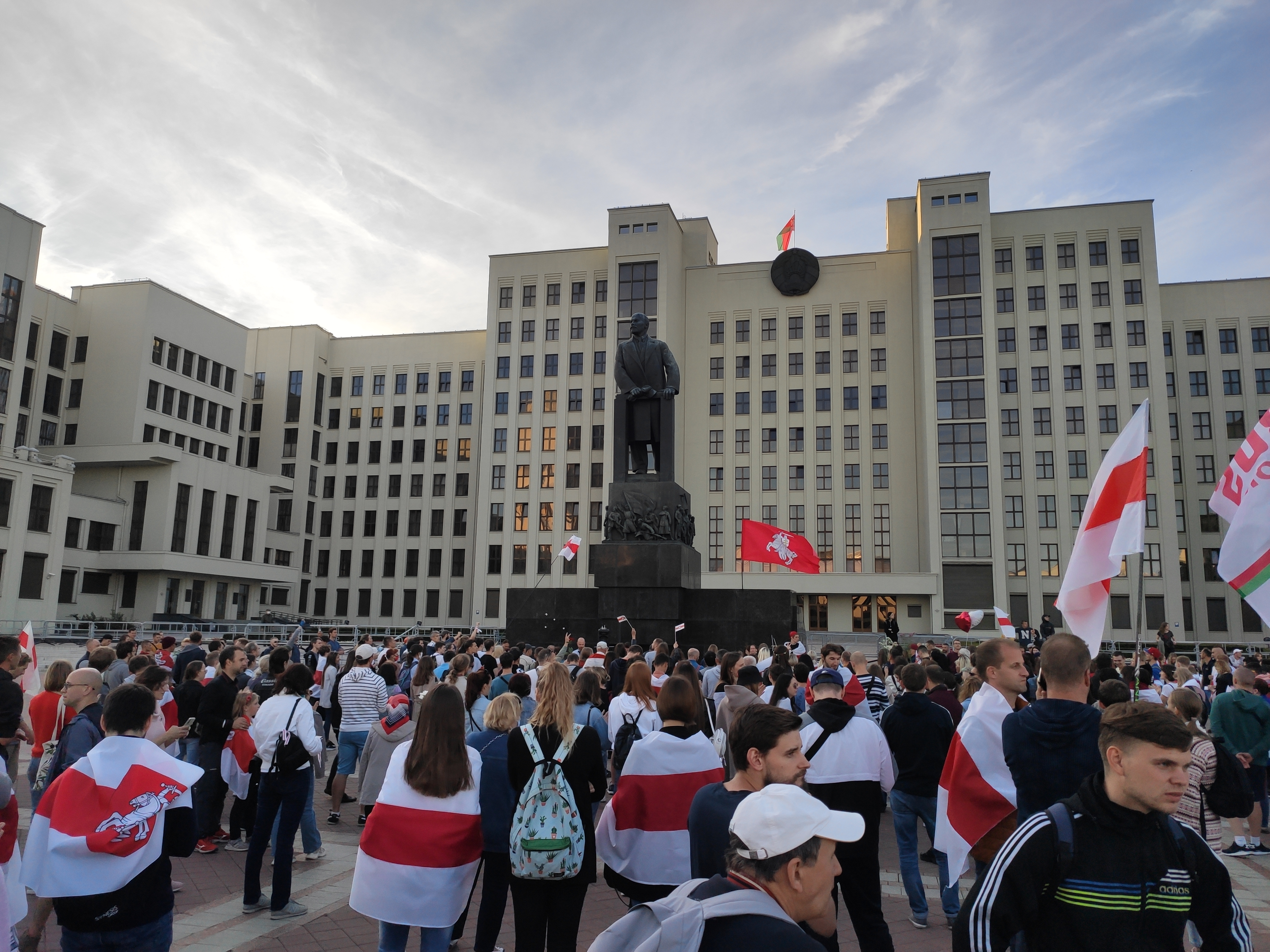
Minsk, 22. srpna 2020

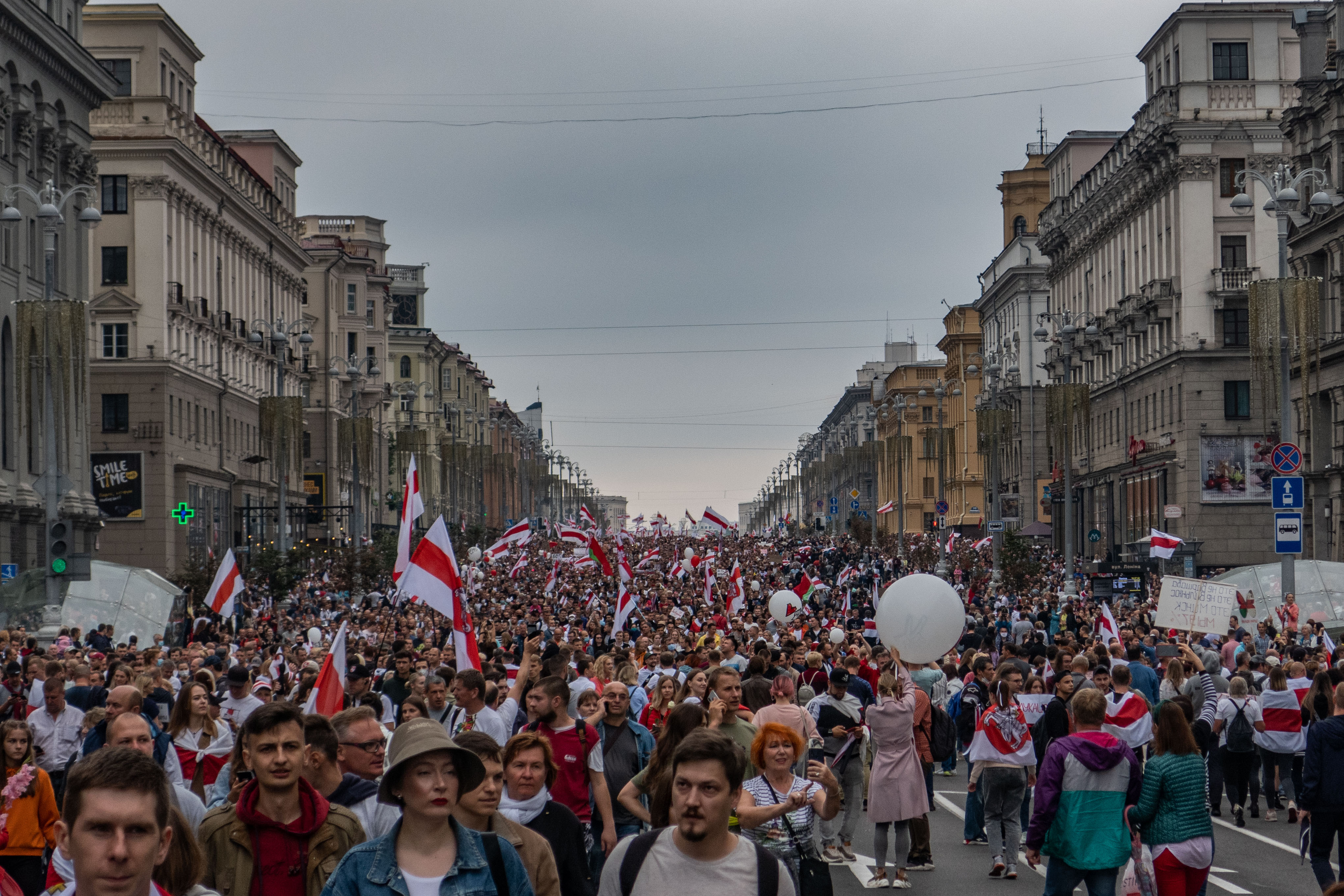
Minsk, 23. srpna 2020

Protesty v Bělorusku v letech 2020 a 2021 jsou série veřejných demonstrací a protestních stávek a hnutí proti prezidentovi Alexandru Lukašenkovi v rámci běloruské demokratické opozice, která chce zabránit jeho šestému funkčnímu období v souvislosti s prezidentskými volbami v roce 2020. Opozice považuje výsledky voleb za zmanipulované a odmítá je uznat, stejně jako Evropská unie a některé státy. Upozorňují především na odhalené rozsáhlé manipulace. Protesty začaly 31. května 2020 v běloruském hlavním městě Minsk. Demonstrující požadují především demisi Lukašenka a vlády, vypsání nových svobodných voleb, ukončení policejního násilí a propuštění politických vězňů. Během protestů bylo zhruba 7000 lidí zatčeno, 300 raněno a pět lidí zemřelo. Desítky lidí jsou nezvěstné.
| „                          | Úplně nevím, co to znamená být diktátor. Na jednu stranu jsem na sebe dokonce hrdý, že jsem poslední a jediný evropský diktátor. Na světě už žádní jiní nejsou. Říkám si, vy [novináři Reuters] jste si přišli a vidíte živého diktátora. Kde jinde byste ho viděli? Na tom něco je. Říká se, že i špatná reklama je reklama.“ | “ |
| — Alexandr Lukašenko, 2012 | |   |

## Pozadí

### Září 2019
Na začátku září 2019 Lukašenko uzavřel s Putinem dohodu o hospodářské integraci, která si klade za cíl do roku 2021 sjednotit daňový řád, občanský zákoník, zahraniční obchod či regulace trhu s ropou, plynem a elektrickou energií obou zemí. To mnozí začali chápat jako velké a definitivní sblížení s Ruskem, se kterým vždy nemělo jednoznačně přátelský vztah. Bělorusko například odmítlo uznat ruskou anexi ukrajinského Krymu v roce 2014 a Rusko na druhé straně omezilo finanční výhody poskytované Bělorusku. Minsk také v určitých obdobích naznačoval zájem o sblížení s EU. V roce 2016 se navíc sankce EU a USA vůči Bělorusku uvolnily po propuštění politických vězňů a některých reformách.

### Listopad 2019
17. listopadu 2019 se v Bělorusku konaly parlamentní volby, při kterých demokratická opozice ztratila jediné tři mandáty ve stodesetičlenné Poslanecké sněmovně, dolní komoře Národního shromáždění. Kvůli obavám, že přijde málo lidí, lákaly tamní úřady voliče na odměny za účast. Nechyběly ani koncerty, kulinářské lekce, občerstvení, notebooky či pytel obilí. Pozorovatelé z Organizace pro bezpečnost a spolupráci v Evropě (OBSE) označili volby za netransparentní. „Běloruské zákony neumožňují provedení demokratických voleb,“ prohlásila volební expertka OBSE Margareta Cederfeldtová. Mezinárodní pozorovatelé a opozice tak hlasování jako vždy označili za zmanipulované. Lukašenko na volby reagoval slovy: „Já za to nemůžu, když je lidé nepodpořili, co můžu dělat?“ Zároveň řekl, že opoziční politici nechtějí vládnout, protože by je z toho bolela hlava. Dále je obvinil z toho, že je štědře financují Američané a Němci. Ve volbách uspěla Lukašenkova milenka Maria Vasilevičová (* 1997), která se v roce 2018 stala nejkrásnější dívkou Běloruska a která získala i třetí místo na Miss World. Lukašenko ženě dokonce udělil státní vyznamenání za zásluhy o běloruskou kulturu a charitu. Ve volbách uspěla i přesto, že nevedla kampaň a v politice byla naprostý nováček. V nově zvoleném parlamentu byla úplně nejmladší. Opoziční politik a aktivista Paval Sevjaryněc, který už byl za účast na protivládních protestech jednou zavřený, k tomu řekl: „To už mohl Lukašenko do našeho takzvaného parlamentu jmenovat třeba koně ze své farmy, nemluvě o dívkách z jeho osobní eskortní služby. Bělorusy tím ponižuje a říká: Podívejte, můžu udělat i toto.“ Volby jako pouhý rituál označil např. Ales Bjaljacki, šéf nevládní organizace Vjasna, a o jejich „falzifikaci“ neměl pochyb ani místopředseda opoziční Běloruské lidové fronty Alexej Janukevič.

### Rok 2020
Dne 28. února byla v Bělorusku zaznamenána první nákaza infekčního onemocnění covid-19. Časem se jí nakazilo přes 65 tisíc lidí a podlehlo jí 480 lidí, čímž se Bělorusko stalo jednou z nejpostiženějších oblastí Evropy. Lukašenko však situaci zlehčoval. Povzbudil obyvatele své země, aby v rámci boje proti koronaviru pili vodku, a to navzdory skutečnosti, že neexistují žádné důkazy, že by konzumace vodky chránila před koronavirem. Odhadoval, že země nákazu do Velikonoc zvládne, což se později ukázalo jako nereálné. Karanténu označoval za zbytečnou a tvrdil, že žádná tragédie se nekoná. Bělorusko tedy nechalo otevřené své hranice a neuzavřelo sportoviště a jiná místa masového shromažďování lidí. Lukašenko ostře odmítal prodloužení jarních prázdnin. V televizi lidem radil práci na poli v traktoru či saunování. Osobně ani nepřestal hrát hokej před davy diváků. Amatérské mistrovství, které Lukašenkův tým vyhrál, se hrálo až do finále 11. dubna. „Tady není žádný virus. Vidíte nějaký létat kolem?“ odpověděl Lukašenko na otázku novináře ohledně hokeje v době pandemie. O několik dní později nehodlal podstoupit karanténu, a to přesto, že byl mezitím kvůli nákaze koronavirem hospitalizován jeho spoluhráč. List Belaruski Partyzan s odvoláním na odhady vědců napsal, že pokud by země postupovala podle „léčebných metod“ prosazovaných Lukašenkem, zemřelo by v Bělorusku na covid-19 téměř 70 tisíc lidí.
Dne 9. května 2020 se navzdory šíření koronaviru konala v Minsku vojenská přehlídka k 75. výročí vítězství ve druhé světové válce.

## Protesty

### Květen 2020
31. května 2020 se v Minsku konala demonstrace, na které tisíce lidí vytvořily živý řetězec a na které se shromáždily podpisy pro kandidaturu Svjatlany Cichanouské. Svjatlana Cichanouská, které běloruská vláda vyhrožovala odebráním dětí, se rozhodla kandidovat místo svého manžela Sjarheje, opozičního blogera, který byl zatčen a hrozí mu tři roky vězení. Byl to právě její muž, který mimo jiné zpopularizoval slogan „Zastavme švába“ přirovnávající Lukašenka k postavě z dětské pohádky.

### Červen 2020
19. června 2020 byla v Minsku unesena Češka Veronika Kiruščanka. Unesli ji čtyři muži v civilním oblečení, když šla s kamarádkami z italské restaurace přes jednu z hlavních ulic Minsku. Bez vysvětlení ji silou zatáhli do černé dodávky bez SPZ. Na opakované dotazy, co udělala a na základě čeho ji chytli, mlčeli. Umožnili jí ale zavolat jejímu běloruskému manželovi. Později zjistila, že se jedná o příslušníky OMON, tedy těžkooděnců. Těžkooděnci ji podle ní odvezli do pobočky ministerstva vnitra, kde dostala pár otázek na svou i manželovu práci a okolnosti příjezdu do Minsku. Těžkooděnci jí nedovolili zavolat advokátovi ani na české velvyslanectví. Při výslechu jí policista vykroutil ruku a donutil jí vypnout mobil. Mezitím její manžel kontaktoval českého velvyslance. Mezi jejím zadržením a propuštěním uplynuly 3 hodiny. Kiruščanka se domnívala, že jí zadrželi kvůli tomu, že držela chrpy, které jsou brány jako běloruské národní květiny, znaky svobody, což mohlo být bráno jako provokace.

### Srpen 2020
Dne 9. srpna proběhly prezidentské volby. Oficiálním vítězem se stal Alexandr Lukašenko s 80,08 % hlasů. Jeho oponentka Svjatlana Cichanouská obdržela podle volební komise 10,9 procenta hlasů, ale odmítla výsledek voleb akceptovat a prohlásila se za vítězku voleb. V zemi propukly masové protesty. 
Opozice vytvořila koordinační radu s cílem zprostředkovat pokojné předání moci v Bělorusku. Úřady proti jejím členům zahájily trestní řízení na základě obvinění z pokusu uzurpovat moc.

### Září 2020
Dne 9. září byl v Minsku zatčen poslední aktivní člen vedení koordinační rady, právník Maksim Znak. Všichni ostatní jsou buď ve vězení (Maryja Kalesnikavová, Sjarhej Dyleuski, Lilija Vlasová), nebo byli přinuceni odjet ze země (Pavel Latuško, Olga Kovalková). Na svobodě zůstala pouze 72letá Světlana Alexijevičová, která se do činnosti rady aktivně nezapojovala. V jejím bytě se pak začali scházet a střídat diplomaté 15 členských zemí Evropské unie, o několik dní později se dohodli, že u ní budou i v noci.
Dne 13. září Rusko oznámilo, že vyšle do Běloruska jednotky své elitní výsadkářské divize na společné cvičení. Cvičení pod názvem Slovanské bratrství-2020 se konalo od 14. do 25. září 2020 v oblasti Brestského výcvikového prostoru. Zúčastnilo se ho asi 300 vojáků a 70 kusů bojové a speciální techniky.
Dne 17. září Lukašenko oznámil, že uzavře hranice s Polskem a Litvou a posílil ochranu hranic s Ukrajinou.

### Říjen 2020
Dne 8. října oznámil český ministr zahraničních věcí Tomáš Petříček, že Česko stáhne velvyslance z Běloruska.
Dne 26. října na výzvu opozice proběhla v Bělorusku celonárodní stávka na protest proti Alexandru Lukašenkovi – zaměstnanci některých velkých firem odmítli pracovat. Některé velké průmyslové podniky se nezapojily.

### Listopad 2020

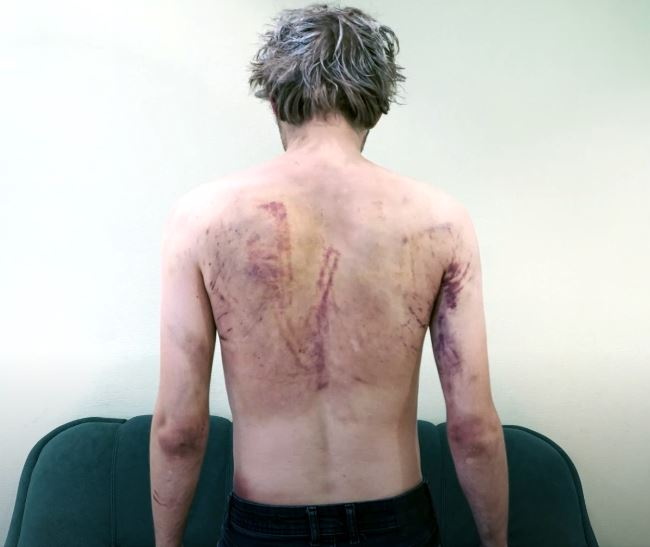
Stas Dziadou, zatčený 11.8.2020 v Minsku a zbitý v zadržovacím centru Akrescina

Ve čtvrtek 12. listopadu 2020 bylo pro výstrahu běloruské akademické obci zatčeno jedenáct studentů a jedna profesorka. Po půl roce ve vazbě byli v červenci 2021 odsouzeni až na dva a půl roku v trestaneckých táborech. V Bělorusku je tento den označován jako "černý čtvrtek". V reakci na tyto represe založil student politologie na pražské filozofické fakultě Petr Ťoupalík projekt 11 + 1, zaměřený na podporu exilové demokratické běloruské společnosti a na pomoc běloruským studentům, kteří žijí v exilu v Praze.
Během protestů bylo v Bělorusku zatčeno celkem 16 000 demonstrantů, kteří byli během zadržení často zbiti a poté uvězněni v přeplněných celách bez možnosti ošetřit utrpěná zranění a bez jídla a tekutin. Běžná doba zadržení bez soudu byla jeden týden. Asi 700 zatčených čeká na soud, většinou ve věznici KGB přezdívané Amerikanka. Významní aktivisté za lidská práva, novináři a političtí oponenti, kteří jsou zadržováni v Amerikance, jsou obzvláště ohroženi přísnými tresty, ale vyhlídky všech, kteří čelí obvinění z trestného činu, nejsou dobré. Běloruské věznice jsou přeplněné a poměr 383 vězněných na 100 000 obyvatel je nejvyšší v Evropě.

## Další vývoj

### 2021
V květnu 2021 byl za kontroverzních okolností v Minsku zatčen Raman Pratasevič, kritik Lukašenkova režimu a novinář. Dne 23. května 2021 cestoval letem Ryanair 4978 na trase z Athén do litevského hlavního města Vilniusu. Běloruská armáda vyslala svou stíhačku, aby letadlo ve svém vzdušném prostoru zadržela. Běloruské úřady přinutily letadlo přistát v Minsku, kde byl Pratasevič zatčen spolu se svou partnerkou. Úřad běloruského prezidenta Alexandra Lukašenka uvedl, že důvodem k odklonu letadla bylo podezření, že je na palubě bomba. Na palubě však následně nic neobvyklého nalezeno nebylo. Polské úřady zahájily vyšetřování incidentu, neboť letadlo bylo registrované v Polsku. Incident vyvolal silnou mezinárodní reakci a vyšetřování Mezinárodní organizace pro civilní letectví.

## Opozice

### Vůdci
- Svjatlana Cichanouská – učitelka, manželka původně kandidujícího youtubera a aktivisty Sjarheje Cichanouského
- Pavel Latuško – politik a diplomat, v letech 2009 až 2012 ministr kultury
- Maryja Kalesnikavová – učitelka hudby
- Olga Kovalková – aktivistka
- Viktar Babaryka – politik, bankéř a filantrop, odmítnutý prezidentský kandidát
- Valerij Cepkalo – politik, diplomat a podnikatel, odmítnutý prezidentský kandidát
- Světlana Alexandrovna Alexijevičová – rusky píšící běloruská spisovatelka a investigativní novinářka, nositelka Nobelovy cenu za literaturu za rok 2015[38]

## Seznam potvrzených obětí policejních zásahů
- Alexandr Tarajkouský, 34 let; zemřel v noci na 10. srpna. podle oficiální verze mu měla v rukou explodovat výbušnina. Oficiální tvrzení neodpovídá videozáznamům z místa činu v Minsku poblíž stanice metra Puškinskaja. [39]

- Alexandr Vichor, 25 let; zemřel v noci na 10. srpna ve městě Gomel v policejní vazbě. Podle vyjádření rodiny policie ignorovala jeho prosby o lékařskou péči kvůli srdečním problémům, jimiž trpěl. Měl být údajně převezen do psychiatrické léčebny a zbit. [40]

- Henadz Šutov, 43 let; postřelen před úřední budovou v Minsku zřejmě policejním odstřelovačem při pokojném protestu z 11. srpna. Následkům zranění podlehl dne 19. srpna v nemocnici. Podle oficiální verze se policisté bránili, to však popírají svědci i rodina zabitého.[41]

- Raman Bandarenka, 31 let; zemřel 12. listopadu 2020 v nemocnici poté, co byl zbit a zadržen v Minsku.[42]

## Sacharovova cena
Dne 22. října 2020 udělil Evropský parlament běloruské demokratické opozici reprezentované Koordinační radou Sacharovovu cenu za svobodu myšlení. Evropští poslanci vyjádřili obdiv vytrvalosti, s níž oponenti režimu prezidenta Alexandra Lukašenka čelí násilnému potlačování protestů. Předseda Europarlamentu David Sassoli krátce po vyhlašování ceny vyjádřil jménem celého zákonodárného sboru podporu požadavků Lukašenkových oponentů, odsoudil násilí na protestujících a zatýkání a znovu vyzval k otevřenému národnímu dialogu v zemi.